# エセックス郡 (バーモント州)
エセックス郡（英: Essex County）は、アメリカ合衆国バーモント州の北東隅、州内で北東王国と呼ばれる地域に位置する郡である。2010年国勢調査での人口は6,306人であり、2000年の6,459 人から2.4%減少した。バーモント州は元よりニューイングランドでも人口最少の郡である。郡庁所在地はギルドホール町（人口261人）であり、同郡で人口最大の都市はブライトン町（人口1,222人）である。
エセックス郡はニューハンプシャー州にも跨るバーリン小都市圏に属している。

## 歴史
エセックス郡となった地域にヨーロッパ人が入ってくる以前、アベナキ族インディアンが住み、主にムース（ヘラジカ）を狩って生活していた。
1778年、バーモント（当時はバーモント共和国）は2つの郡に分けられた。1781年、議会が最北の郡であるカンバーランド郡を3つに分け、新しいウィンダム郡とウィンザー郡はほぼ現在の位置に置かれた。北側の残り部分はオレンジ郡と呼ばれた。オレンジ郡の範囲はニューヨーク植民地時代の1770年3月16日に組織されたグロスター郡に相当し、ニューベリーが郡庁所在地だった。
1783年9月3日、パリ条約が調印された結果としてアメリカ独立戦争が終わり、イギリスはアメリカ合衆国の独立を認めた。バーモントとカナダのケベック州との国境は北緯45度線とされた。
バーモントが州に昇格した後の1792年11月5日、議会はチッテンデン郡とオレンジ郡を6つの郡に編成しなおした。すなわち、チッテンデン郡、オレンジ郡、フランクリン郡、カレドニア郡、エセックス郡、オーリンズ郡だった。郡名をイングランドのエセックスから採った理由は記録されていない。
1999年、一群の投資家がチャンピオン・インターナショナル製紙会社から750万米ドルで 86,212 エーカー (34,889 ha) の土地を購入した。その範囲に郡内の14の町が含まれていた。バーモント州とフリーマン財団が、この地域の製材業とレクリエーションにそのまま利用できるよう、地役権を850万米ドルで買い戻した。2008年、プラムクリーク製材会社がこの土地を買収する計画であることを発表した。
1923年に殺人事件の裁判が郡裁判所で行われ、それが再度の殺人事件となっていた。1973年、郡内で非住民が別の非住民を殺した。2008年、住民2人が殺害された。これは85年ぶりのことであり、警察によると、若い女性がそのボーイフレンドに銃で撃たれ、59歳の男がその母を銃で撃ったということである。
2012年、調査に拠れば郡の住人は州内で最も健康度が低いとされた。この評価は早世、出産時の少ない体重、喫煙、肥満、運動不足、過剰な飲酒、自動車事故、性交による感染病、卒業率、貧困、暴力犯罪率、大気汚染、健康食の入手が限られていること、失業、片親世帯数などのデータを基に行われた。

## 地理
アメリカ合衆国国勢調査局に拠れば、郡域全面積は674平方マイル (1,745.7 km2)であり、このうち陸地665平方マイル (1,722.3 km2)、水域は9平方マイル (23.3 km2)で水域率は1.27%である。

### 動物相
2011年、郡内には1,000頭のムースがいた。州当局に拠れば、これが一群を維持するためにほぼ「適正な数」、飢えの兆候は無く、餌場も過剰に食された兆候が無いとしている。

### 隣接する郡
- コーアス郡 (ニューハンプシャー州) - 東
- グラフトン郡 (ニューハンプシャー州) - 南
- カレドニア郡 - 南西
- オーリンズ郡 - 西
- カナダ・ケベック州コーティクック郡 - 北

### 国立保護地域
- シルビオ・O・コント国立野生生物魚類保護区（部分）

## 郡政府と政治
エセックス・オーリンズ上院議員選挙区にはエセックス郡の全域と、オーリンズ郡、フランクリン郡、ラモイル郡の全部あるいは一部が含まれている。

### 政治
| 年     | 民主党      | 共和党      |
| ------ | ----------- | ----------- |
| 2012年 | 55% 1,539   | 41.6% 1,164 |
| 2008年 | 55.9% 1,733 | 41.4% 1,284 |
| 2004年 | 43.5% 1,276 | 54.2% 1,591 |
| 2000年 | 39.0% 1,129 | 54.1% 1,564 |

2004年アメリカ合衆国大統領選挙では、共和党のジョージ・W・ブッシュを支持した州内唯一の郡だった。民主党のジョン・ケリーに対して10.7%の差を付けた。州全体ではケリーが20.1%差で勝利した。
2008年では、民主党のバラク・オバマに14.5%差で支持を与えた。オバマは州全体でも37%差で共和党のジョン・マケインを制した。

## 人口動態
エセックス郡の人口は1890年の9,511人をピークに減り続けている。1970年代に一時盛り返したが、その後は現状維持の程度となっている。
以下は2000年国勢調査による人口統計データである。
| 基礎データ - 人口: 6,459 人 - 世帯数: 2,602 世帯 - 家族数: 1,805 家族 - 人口密度: 4人/km2（10人/mi2） - 住居数: 4,762 軒 - 住居密度: 3軒/km2（7軒/mi2） 人種別人口構成 - 白人: 96.56% - アフリカン・アメリカン: 0.17% - ネイティブ・アメリカン: 0.63% - アジア人: 0.26% - その他の人種: 0.23% - 混血: 2.14% - ヒスパニック・ラテン系: 0.50% 先祖による構成 - フランス系：28.1% - イギリス系：23.1% - アメリカ人：10.5% - アイルランド系：8.8% - フランス系カナダ人：5.7% 言語による構成 - フランス語：8.87% | 年齢別人口構成 - 18歳未満: 25.6% - 18-24歳: 6.5% - 25-44歳: 27.2% - 45-64歳: 25.5% - 65歳以上: 15.2% - 年齢の中央値: 39歳 - 性比（女性100人あたり男性の人口） - 総人口: 100.1 - 18歳以上: 99.0 世帯と家族（対世帯数） - 18歳未満の子供がいる: 31.8% - 結婚・同居している夫婦: 56.1% - 未婚・離婚・死別女性が世帯主: 8.3% - 非家族世帯: 30.6% - 単身世帯: 24.1% - 65歳以上の老人1人暮らし: 11.5% - 平均構成人数 - 世帯: 2.47人 - 家族: 2.92人 収入と家計 - 収入の中央値 - 世帯: 30,490米ドル - 家族: 34,984米ドル - 性別 - 男性: 27,929米ドル - 女性: 20,583米ドル - 人口1人あたり収入: 14,388米ドル - 貧困線以下 - 対人口: 13.7% - 対家族数: 9.9% - 18歳未満: 17.3% - 65歳以上: 12.9% |

## 経済
郡内の平均賃金は州最低であり、その状態は今後も続くと予想されている。
2007年、エセックス郡は住宅の値頃感指数がプラスになったことで、州内唯一の郡になった。すなわち、平均的な世帯は平均的な家屋を購入できる。ただし、平均世帯年収も平均住宅価格も州内では最低だった。

## 都市と町
郡内には16の町と2つのゴア、1つのグラントがある。ゴアは町には属さない未編入領域であり、限られた自治権がある。村は統計上の区分だが、それが属する町と別の政体ではない。
| - アベリル町 - アベリーのゴア - ブルームフィールド町 - ブライトン町 - アイランドポンド - ブランズウィック町 - カナーン町 - ビーチャーフォールズ村 - コンコード町 - イーストヘイブン町 - ファーディナンド町 | - グランビー町 - ギルドホール町 - 郡庁所在地 - レミントン町 - ルイス町 - ルーネンバーグ町 - メイドストーン町 - ノートン町 - ビクトリー町 - ウォーレンのグラント - ウォーレンのゴア |

## メディア
バーモント公共放送がアイランドポンドからラジオ放送を発信している。